# Stade Brestois 29
O Stade Brestois 29 tambem chamado de Brest é um clube de futebol francês da cidade de Brest, na região da Bretanha, fundado em 1950, da fusão de cinco outros clubes, incluindo o Armoricaine de Brest fundado em 1903. Seu estádio é o Stade Francis-Le Blé, que tem capacidade para 15 220 pessoas. Atualmente, disputa a Ligue 1.

## História
Com dez participações na Primeira Divisão Francesa, teve seu auge nos anos 1980, perdendo rendimento e passando vários anos nas divisões inferiores do país. Após a volta à Segunda Divisão, em 2004, fez ótima campanha na edição de 2009-10, e garantiu seu retorno à elite do futebol francês.

## Elenco atual
Última atualização: 4 de fevereiro de 2025

## Títulos
Campeonato Francês - Segunda Divisão: 01
(1980-81)
 Copa Gambardella: 01
(1989-90)

## Estatísticas
As tabelas abaixo mostram as performances do clube nas últimas temporadas no Campeonato Francês e na Copa da França
     Campeão.
     Vice-campeão.
     Promovido.
     Rebaixado.
D3: Division 3, competição já extinta que era equivalente à terceira divisão. Substituída pelo Championnat National (Nat).
Nat 1: o CFA, atualmente equivalente à quarta divisão da França, era chamado, até 1996-97, de National 2. E o atual Championnat National era denominado National 1.
1. ↑  «Stade Francis-Le Blé (Brest) - SB29.com». STADE BRESTOIS 29 - LE SITE OFFICIEL (em francês). Consultado em 3 de outubro de 2024
2. ↑  «Effectif SB29 - Saison 2022-2023». www.sb29.bzh (em francês). Consultado em 4 de fevereiro de 2025